# Pär-Gunnar Jönsson
Pär-Gunnar Jönsson (* 6. August 1963 in Göteborg) ist ein ehemaliger schwedischer Badmintonspieler. 

## Karriere
Pär-Gunnar Jönsson nahm 1992, 1996 und 2000 jeweils im Herrendoppel mit Peter Axelsson an Olympia teil. Bei den ersten beiden Teilnahmen wurden sie 17., 2000 Neunte. Bei der Weltmeisterschaft 1993 gewannen beide Bronze,  bei der Europameisterschaft 2000 Silber.

## Sportliche Erfolge
| Veranstaltung | Saison                                      | Disziplin    | Platz | Name                                                             |
| ------------- | ------------------------------------------- | ------------ | ----- | ---------------------------------------------------------------- |
| 1978/1979     | Schweden: Einzelmeisterschaft U17           | Herrendoppel | 1     | Pär-Gunnar Jönsson / Manfred Mellqvist (Västra Frölunda)         |
| 1980/1981     | Schweden: Einzelmeisterschaft U19           | Herrendoppel | 1     | Pär-Gunnar Jönsson / Manfred Mellquist (Västra Frölunda)         |
| 1984          | USSR International                          | Herrendoppel | 1     | Pär-Gunnar Jönsson / Jan-Eric Antonsson                          |
| 1985/1986     | Schweden: Einzelmeisterschaft               | Herrendoppel | 1     | Jan-Eric Antonsson / Pär-Gunnar Jönsson (BKC / Västra Frölunda)  |
| 1986          | Europameisterschaft                         | Herrendoppel | 3     | Jan Erik Antonsson / Pär-Gunnar Jönsson                          |
| 1987/1988     | Schweden: Einzelmeisterschaft               | Herrendoppel | 1     | Jan-Eric Antonsson / Pär-Gunnar Jönsson (BKC / Västra Frölunda)  |
| 1988          | Scottish Open                               | Mixed        | 1     | Par-Gunnar Jönsson / Maria Bengtsson (SWE)                       |
| 1988/1989     | Schweden: Einzelmeisterschaft               | Herrendoppel | 1     | Jan-Eric Antonsson / Pär-Gunnar Jönsson (BKC / Västra Frölunda)  |
| 1989/1990     | Schweden: Einzelmeisterschaft               | Herreneinzel | 1     | Pär-Gunnar Jönsson (Västra Frölunda)                             |
| 1990          | Dutch Open                                  | Mixed        | 1     | Pär-Gunnar Jönsson / Maria Bengtsson                             |
| 1990          | German Open                                 | Mixed        | 1     | Pär-Gunnar Jönsson / Maria Bengtsson                             |
| 1990          | Scottish Open                               | Herrendoppel | 1     | Pär-Gunnar Jönsson / Peter Axelsson                              |
| 1990/1991     | Schweden: Einzelmeisterschaft               | Herrendoppel | 1     | Peter Axelsson / Pär-Gunnar Jönsson (Täby BMF / Västra Frölunda) |
| 1990/1991     | Schweden: Einzelmeisterschaft               | Mixed        | 1     | Pär-Gunnar Jönsson / Maria Bengtsson (Västra Frölunda / BK Aura) |
| 1991          | Swiss Open                                  | Herreneinzel | 1     | Pär-Gunnar Jönsson                                               |
| 1991          | Swiss Open                                  | Herrendoppel | 1     | Pär-Gunnar Jönsson / Stellan Österberg                           |
| 1991/1992     | Schweden: Einzelmeisterschaft               | Herrendoppel | 1     | Peter Axelsson / Pär-Gunnar Jönsson (Täby BMF / Västra Frölunda) |
| 1991/1992     | Schweden: Einzelmeisterschaft               | Mixed        | 1     | Pär-Gunnar Jönsson / Maria Bengtsson (Västra Frölunda / BK Aura) |
| 1992          | Olympia                                     | Herrendoppel | 17    | Pär-Gunnar Jönsson / Peter Axelsson                              |
| 1992          | Europameisterschaft                         | Herrendoppel | 3     | Pär-Gunnar Jönsson / Peter Axelsson                              |
| 1992          | Europameisterschaft                         | Mixed        | 3     | Pär-Gunnar Jönsson / Maria Bengtsson                             |
| 1992          | Singapur Open                               | Mixed        | 1     | Pär-Gunnar Jönsson / Maria Bengtsson                             |
| 1992          | Swedish Open                                | Mixed        | 1     | Pär-Gunnar Jönsson / Maria Bengtsson                             |
| 1992          | Indonesia Open                              | Mixed        | 1     | Pär-Gunnar Jönsson / Maria Bengtsson                             |
| 1992          | Chinese Taipei Open                         | Mixed        | 1     | Pär-Gunnar Jönsson / Maria Bengtsson                             |
| 1992          | Scottish Open                               | Herrendoppel | 1     | Peter Axelsson / Pär-Gunnar Jönsson                              |
| 1992          | Nordische Meisterschaften                   | Mixed        | 1     | Pär-Gunnar Jönsson / Maria Bengtsson                             |
| 1992          | Finnish International                       | Herrendoppel | 1     | Peter Axelsson / Pär-Gunnar Jönsson                              |
| 1992/1993     | Schweden: Einzelmeisterschaft               | Mixed        | 1     | Pär-Gunnar Jönsson / Maria Bengtsson (Västra Frölunda / BK Aura) |
| 1992/1993     | Schweden: Einzelmeisterschaft               | Herrendoppel | 1     | Peter Axelsson / Pär-Gunnar Jönsson (Täby BMF / Västra Frölunda) |
| 1993          | Weltmeisterschaft                           | Herrendoppel | 3     | Peter Axelsson / Pär-Gunnar Jönsson                              |
| 1993          | Swiss Open                                  | Mixed        | 1     | Pär-Gunnar Jönsson / Maria Bengtsson                             |
| 1993          | Swiss Open                                  | Herrendoppel | 1     | Pär-Gunnar Jönsson / Peter Axelsson                              |
| 1993/1994     | Schweden: Einzelmeisterschaft               | Herrendoppel | 1     | Peter Axelsson / Pär-Gunnar Jönsson (Täby BMF / Göteborgs BK)    |
| 1994          | Swiss Open                                  | Herrendoppel | 1     | Pär-Gunnar Jönsson / Peter Axelsson                              |
| 1994          | Korea Open                                  | Herrendoppel | 1     | Pär-Gunnar Jönsson / Peter Axelsson                              |
| 1994/1995     | Schweden: Einzelmeisterschaft               | Herrendoppel | 1     | Peter Axelsson / Pär-Gunnar Jönsson (Täby BMF / Göteborgs BK)    |
| 1995          | China: Internationale Meisterschaften       | Herrendoppel | 3     | Pär-Gunnar Jönsson / Peter Axelsson                              |
| 1995          | Swedish Open                                | Herrendoppel | 1     | Pär-Gunnar Jönsson / Peter Axelsson                              |
| 1995/1996     | Schweden: Einzelmeisterschaft               | Herrendoppel | 1     | Peter Axelsson / Pär-Gunnar Jönsson (Täby BMF / Göteborgs BK)    |
| 1996          | Olympia                                     | Herrendoppel | 17    | Pär-Gunnar Jönsson / Peter Axelsson                              |
| 1996          | Europameisterschaft                         | Herrendoppel | 3     | Pär-Gunnar Jönsson / Peter Axelsson                              |
| 1996          | Chinese Taipei Open                         | Herrendoppel | 1     | Pär-Gunnar Jönsson / Peter Axelsson                              |
| 1996/1997     | Schweden: Einzelmeisterschaft               | Herrendoppel | 1     | Peter Axelsson / Pär-Gunnar Jönsson (Täby BMF / Västra Frölunda) |
| 1997          | Schweden: Internationale Meisterschaften    | Herrendoppel | 2     | Peter Axelsson / Pär-Gunnar Jönsson                              |
| 1997/1998     | Schweden: Einzelmeisterschaft               | Herrendoppel | 1     | Peter Axelsson / Pär-Gunnar Jönsson (Täby BMF / Västra Frölunda) |
| 1998          | Hongkong Open                               | Herrendoppel | 3     | Peter Axelsson / Pär-Gunnar Jönsson                              |
| 1998          | Europameisterschaft                         | Herrendoppel | 2     | Pär-Gunnar Jönsson / Peter Axelsson                              |
| 1998/1999     | Deutschland: Internationale Meisterschaften | Herrendoppel | 2     | Peter Axelsson / Pär-Gunnar Jönsson                              |
| 1998/1999     | Schweden: Einzelmeisterschaft               | Herrendoppel | 1     | Peter Axelsson / Pär-Gunnar Jönsson (Täby BMF)                   |
| 1999/2000     | Schweden: Einzelmeisterschaft               | Herrendoppel | 1     | Peter Axelsson / Pär-Gunnar Jönsson (Täby BMF)                   |
| 2000          | Olympia                                     | Herrendoppel | 9     | Pär-Gunnar Jönsson / Peter Axelsson (SWE)                        |
| 2000          | Taiwan Open                                 | Herrendoppel | 5     | Peter Axelsson / Pär-Gunnar Jönsson                              |
| 2000          | Europameisterschaft                         | Herrendoppel | 2     | Pär-Gunnar Jönsson / Peter Axelsson                              |
| 2000/2001     | Schweden: Einzelmeisterschaft               | Herrendoppel | 1     | Peter Axelsson / Pär-Gunnar Jönsson (Täby BMF)                   |